# 大溫洛克
大溫洛克（英語：Much Wenlock），舊名溫洛克（Wenlock），位於英格蘭施洛普郡（什羅普郡）的小鎮，距離倫敦約3小時車程。加上大（Much）的目的，是為了與附近的小溫洛克（Little Wenlock）作區分。